# SS Calgaric
SS Calgaric foi um transatlântico construído em 1918 pelo estaleiro Harland and Wolff, em Belfast, e inicialmente operado pela Pacific Steam Navigation Company como Orca. Em 1927, ele foi vendido para a White Star Line, que o rebatizou de Calgaric. Ele permaneceu em serviço até em 1934.

## História
Em 1927, a White Star Line fretou o navio para prestar serviços. Calgaric fez sua viagem inaugural de Liverpool para Montreal, com escala em Quebec City. Em 1930, após três viagens pela White Star Line, Calgaric foi considerado um navio excedente. Ele foi ancorado em Milford Haven, servindo como navio reserva. No dia 9 de junho de 1933, ele fez sua última viagem, navegando de Liverpool - Montreal. Após o seu retorno no dia 9 de setembro, ele foi retirado de serviço. O navio foi vendido para sucata em Jarrow em 1934. O navio foi desmontado em quatro meses.